# گسوما فوفانا
گسوما فوفانا (انگلیسی: Guessouma Fofana؛ زادهٔ ۱۷ دسامبر ۱۹۹۲) بازیکن فوتبال اهل فرانسه است که در پست هافبک بازی می‌کند.
از باشگاه‌هایی که در آن بازی کرده‌است می‌توان به باشگاه فوتبال سی‌اف‌آر کلوژ، باشگاه فوتبال گنگام، باشگاه ورزشی آمیان، و باشگاه فوتبال لو مان اشاره کرد.
وی همچنین در تیم ملی فوتبال موریتانی بازی کرده‌است.